# Bariatrie
Die Bariatrie (von griechisch βάρος báros, deutsch ‚Schwere, Gewicht‘, und ἰατρός iatrós, deutsch ‚Arzt‘) ist ein fachübergreifendes Spezialgebiet der Medizin, das sich mit der Behandlung, der Vorbeugung, der Epidemiologie und den Ursachen des Übergewichts und besonders der Adipositas (Fettleibigkeit, Obesitas, Obesität) beschäftigt. Der Begriff entstand in den 1960er Jahren gleichzeitig mit den chirurgischen Behandlungsmöglichkeiten der Adipositas. Die Adipositaschirurgie ist auch unter dem Begriff „bariatrische Chirurgie“ bekannt. Nach erfolgreicher Adipositaschirurgie benötigt der Patient oft zusätzlich eine postbariatrische Wiederherstellungschirurgie.